# Принцип близькодії
При́нцип близькоді́ї — протилежна принципу далекодії парадигма, згідно з якою взаємодія між тілами не може передаватися на віддаль миттєво й потребує посередника. 
Згідно із основними положеннями теорії відносності максимальна швидкість передачі будь-якої інформації дорівнює швидкості світла у порожнечі. Таким чином, при зміні положення одного із тіл, які взаємодіють між собою, інформація про цю зміну прийде до іншого тіла не швидше, ніж світло. Таким чином, у сучасній фізиці принцип близькодії повністю витіснив принцип далекодії. 
Однак для здійснення принципу близькодії необхідний посередник. Такими посередниками для різних типів взаємодії виступають кванти полів, наприклад: мезони для сильної взаємодії, фотони для електромагнітної взаємодії, гіпотетичні гравітони для гравітаційної взаємодії.